# Дженніфер Ермосо
Дженніфер Ермосо (ісп. Jennifer Hermoso; нар. 9 травня 1990, Мадрид, Іспанія) — іспанська футболістка, яка грає за жіночу національну збірну Іспанії з футболу. Ермосо є найкращою бомбардиркою за всю історію футбольного клубу «Барселони».  В 2023 році у складі національної збірної стала переможницею Чемпіонату Світу.

## Кар'єра
Свою кар'єру Ермосо розпочинала у молодіжній команді «Атлетіко» Мадрид, де пробула вісім років, перш ніж продовжити кар'єру в «Райо Вальєкано». У 2013 році Ермосо перейшла до шведського клубу «Тюресо», а вже через рік - до «Барселони», де змінила своє амплуа з атакуючого півзахисника на «хибну дев'ятку». Завдяки зміні позиції Ермосо стала результативним бомбардиром і здобула два титули Пічічі, як найкращий бомбардир іспанської ліги. Також вона виграла два  чемпіонства та два національні кубки. 
У 2017 році Ермосо не на довго приєдналася до французького клубу «Парі Сен-Жермен».
Після повернення до Іспанії у складі мадридського «Атлетіко» Ермосо виграла свій третій титул Пічічі та четвертий чемпіонський титул.
Коли у 2019 році іспанська нападниця повернулася до «Барселони», з каталонським клубом виграла ще два чемпіонські титули, два національні кубки та Лігу чемпіонів, зробивши золотий хет-трик у сезоні 2020-21. 
Сезони 2019-20 та 2020-21 Ермосо знову закінчила як найкращий бомбардир чемпіонату Іспанії. У 2021 році стала найкращим бомбардиром і у Лізі чемпіонів УЄФА.  В тому році Ермосо була однією з номінанток на Золотий м'яч, але та нагорода тоді досталась її напарниці по клубу та збірній - Алексії Путельяс.
21 червня 2022 року Ермосо підписала контракт із мексиканським клубом «Пачука»

## Виступи за збірну
Першим великим турніром зі збірною став чемпіонат Європи-2013, де у матчі проти Англії на груповому етапі Ермосо забила свій перший міжнародний м'яч.
Була у складі іспанської збірної на чемпіонаті Світу-2015, який став дебютом для «червоної фурії» на Мундіалях.
На чемпіонаті Світу-2019 Ермосо стала найкращим бомбардиром своєї збірної. Найуспішнішим став чемпіонат Світу-2023, на якому вона забила лише  три м'яча, але збірна Іспанії вперше в своїй історії виграла золотий комплект нагород. Дженніфер Ермосо таким чином стала чемпіокою світу.

## Скандал
Під час нагородження жіночої збірної Іспанії після тріумфального фіналу чемпіонату Світу-2023, голова Королівської іспанської футбольної федерації Луїс Рубіалес обійняв та пристрасно поцілував у губи 33-річну Дженніфер Ермосо. Вчинок футбольного функціонера розкритикувала міністерка з соціальних прав Іспанії Іоне Беларра. До колеги приєдналися міністерка праці та соціальної економіки в уряді Іспанії Йоланда Діас та голова уряду країни Педро Санчес. Попри чисельні заклики піти у відставку, Рубіалес залишати посаду не збирався, до поки у справу не втрутились представники FIFA. Дисциплінарний комітет відсторонив Луїса Рубіалеса. В Федерації футболу Іспанії відразу призначили іншого тимчасового очільника.

## Досягнення
Збірна Іспанії
- Чемпіон світу : 
  -  Чемпіон (1):  2023
- Ліга націй УЄФА:
  -  Переможниця (1): 2023—2024

«Райо Вальєкано» :
- Чемпіонат Іспанії : 
  -  Чемпіон (1): 2011

«Атлетіко» :
- Чемпіонат Іспанії : 
  -  Чемпіон (1): 2019

«Барселона» :
- Чемпіонат Іспанії : 
  -  Чемпіон (5): 2014, 2015, 2020, 2021, 2022
- Володарка Кубка Іспанії (4): 2014, 2017, 2020, 2021
- Володарка Суперкубка Іспанії (2): 2020, 2022
- Переможниця Ліги чемпіонів: 2021

Індивідуальні :
- Рекордсмен за кількістю трофеїв Пічічі за всю історію (5)